# Александровка (Голованевский район)
Алекса́ндровка (укр. Олександрівка) — село в Голованевской поселковой общине Голованевского района Кировоградской области Украины.
Население по переписи 2001 года составляло 271 человек. Почтовый индекс — 26534. Телефонный код — 5252. Занимает площадь 0,664 км². Код КОАТУУ — 3521488302.